# Helen Maroulis
Helen Louise Maroulis (Rockville, 19 de setembro de 1991) é uma lutadora de estilo-livre estadunidense, campeã olímpica, mundial e pan-americana.

## Carreira
Maroulis competiu na Rio 2016, na qual conquistou a medalha de ouro, na categoria até 53 kg. Maroulis surpreendeu ao vencer a multi-campeã japonesa Saori Yoshida por 4–1 na final olímpica.